# 奥尔利克农村居民点
奥尔利克农村居民点（俄语：Орликовское сельское поселение）是俄罗斯联邦别尔哥罗德州切尔尼扬卡区所属的一个农村居民点。其下辖有7个居民点，行政中心为奥尔利克。据2016年统计，该农村居民点的人口为1140人。